# Pancharatra
Pancharatra, Sanskrit Pāñcarātra, sind Agama-Schriften des Vishnuismus. Sie bestehen aus mehr als 200 Einzeltexten, die zu unterschiedlichen Zeitpunkten im 3. Jahrhundert v. Chr. und im Intervall 600 bis 850 AD entstanden sind.

## Etymologie

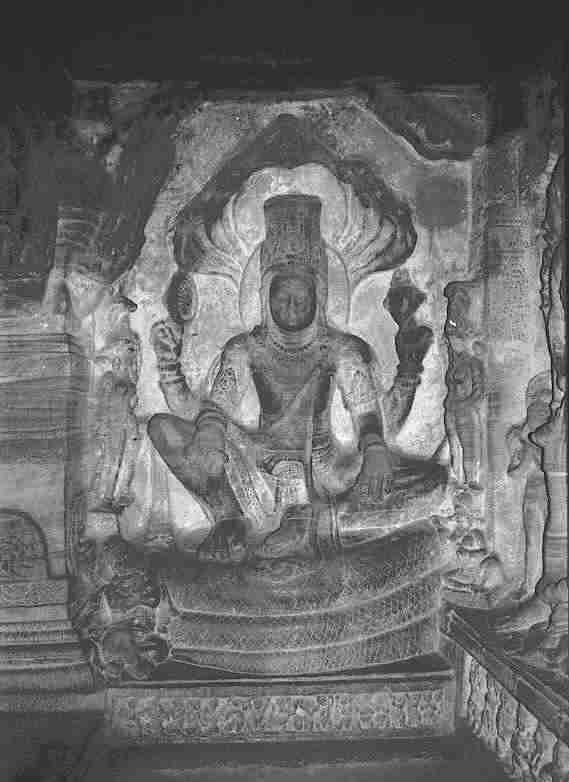
Narayana

Das Sanskritwort Pancharatra ist zusammengesetzt aus der Ordnungszahl páñcan (पञ्चन् – fünf) und dem weiblichen Substantiv rātriḥ (रात्रिः – Nacht) und kann wörtlich mit fünf Nächte übersetzt werden. Für den Begriff Pancharatra bestehen mehrere Auslegungen. So wird er beispielsweise dem Shatapatha Brahmana zugeordnet, wonach Narayana über fünf Nächte Opfer darbrachte und dadurch ein transzendentales und immanentes Wesen annahm.

## Geschichtliche Bedeutung im Hinduismus
Für Ramanujas Shrivaishnava Sampradaya stellen die Pancharatra-Agamas die wichtigsten Schriften überhaupt dar. Generell folgen heutzutage Verehrer Vishnus, die einem weiten Spektrum unterschiedlicher Traditionen zuzuordnen sind, dem Pancharatra. Die beiden philosophischen Konzepte Nada und Nada-Brahman erscheinen bereits in der Sāttvata-Samhita bzw. im Sāttvata-Tantra und in der Jayākhya-Samhita – zwei der bedeutendsten Schriften des Pancharatra-Kanons.
Ānanda Tīrtha, der Gründer der Philosophierichtung des Madhva, schreibt in seinem Kommentar zur Mundaka-Upanishad:

„dvapariyair janair viṣṇuḥ pancarātrais ca kevalam kalau tu nāma-mātreṇa pujyate bhagavan hariḥ“

„Im Dvapara-Yuga wird Vishnu anhand der im Pancharatra dargelegten Prinzipien verehrt, im gegenwärtigen Kali-Yuga wird jedoch dem Höchsten Herrn Hari allein durch das Singen seines Heiligen Namens gehuldigt.“

Jiva Goswami erklärt im Paramātma-Sandārbha – einem der sechs Sandārbhas (philosophische Abhandlungen) der Gaudiya-Vaishnava:

„In Anbetracht der fehlerhaften, falsche Interpretationen heraufbeschwörenden und in den Erscheinungsweisen der Leidenschaft und des Unwissens abgehaltenen Schriften sowie in Anbetracht der enorm schwierigen Ausführbarkeit der ursprünglichen Veden unterstreichen allwissende Schriftgelehrte die Vormachtstellung der Pancharatras. Diese beschreiben die absolute Wahrheit als Narayana sowie dessen sehr leicht durchzuführende Anbetung.“

Weiter führt Jiva Goswami aus, dass das Narada-Pancharatra von Gott selbst (Svayam Bhagavan) gesprochen wurde und daher von Gelehrten der Gaudiyas als Pramāṇa (einschlägiges Beweisstück) aufgenommen wird.

„pañcarātrasya kṛtsnasya vaktā tu bhagavān svayam“

## Ramanuja
Im Verlauf des 11. Jahrhunderts etablierte Ramanuja, der Begründer der Traditionen der Sri Vaishnava, das System des Pancharatra für seine Anhänger und wies gleichzeitig die Philosophie von Adi Shankara zurück. Seine eigene Philosophie der Narayana-Verehrung basierte auf den Lehren des Pancharatra. Ramanuja lehrte, dass die absolute Gottheit, das Parabrahman, sich in fünf Aspekten manifestieren kann – Para, Vyuha, Vibhava, Antaryamin und Archa. Die Lebewesen können mittels einer dieser Aspekte mit dem Göttlichen in Verbindung treten.

### Para-Aspekt
Der Para-Aspekt (पर – para) wird gelegentlich als erste immanente Offenbarung (Manifestation) des Höchsten Wesens beschrieben.

### Vyūha-Aspekt
Der durch sechs materielle Eigenschaften (Gunas) ausgezeichnete Vasudeva wird manchmal als erster Vyūha-Aspekt (व्यूह – vyūha – Schleier, Bedeckung) angesehen. Aus Vasudeva geht dann Sankarshana hervor, in dem sich Wissen (Jnana) und Stärke (Bala) manifestieren. Aus Sankarshana seinerseits stammt Pradyumna, der Meisterschaft (Aishvarya) und Tapferkeit (Virya) repräsentiert. Aniruddha mit den Eigenschaften Energie (Shakti) und Ausstrahlung (Tejas) geht wiederum aus Pradyumna hervor.
Die Philosophen des Pancharatra waren sehr darauf bedacht, die Reinheit und unwandelbare Natur des transzendentalen Höchsten Wesens zu beschützen und zu bewahren. Festzuhalten ist hierbei, dass selbst während des dargelegten Emanationsprozesses der Allerhöchste in all seinen fünffachen Aspekten vollkommen unberührt und unverändert bleibt.

### Avatāra-Aspekt
Im engen Zusammenhang mit der Vyūha-Lehre stehen weitere göttliche Manifestationen, die als Vibhava (विभव – Manifestation) und Avatāra (अवतार – Herabgestiegener) bekannt sind. Die Pancharatra-Philosophen bezeichnen das Höchste Wesen als Transzendenz, die in keiner Weise mit der phänomenalen Welt in Verbindung steht. Die Samhitas beschreiben daher Avatāras als Abkömmlinge Aniruddhas, manche auch direkt als Abkömmlinge Vasudevas und der restlichen drei Vyūhas. Der Allerhöchste erschien jedoch keinesfalls selbst als Avatāra. Dies steht im Gegensatz zu puranischen Traditionen. In den Pancharatra Samhitas wird nirgendwo ausgeführt, dass das Höchste Wesen selbst in begrenzte Avatāra-Formen eingegangen wäre. Dies würde auch den Prämissen der Pancharatra-Philosophie widersprechen. Der Allerhöchste ist nur ein passiver und unbeteiligter Zuschauer, der seinem Wesen gemäß keinerlei Anhaftung an die mondäne Welt verspürt.

### Antaryāmin-Aspekt
Die vierte Manifestation ist der Antaryāmin-Avatāra Aniruddha, der im Innern aller Lebewesen weilende Herrscher bzw. Lenker. Es handelt sich hier um eine mysteriöse Kraft inmitten des Herz-Lotus, wobei erneut darauf hingewiesen wird, dass sie keine Manifestation des Allerhöchsten darstellt, sondern nur von Aniruddha, einem der Vyūhas.

### Archa-Aspekt

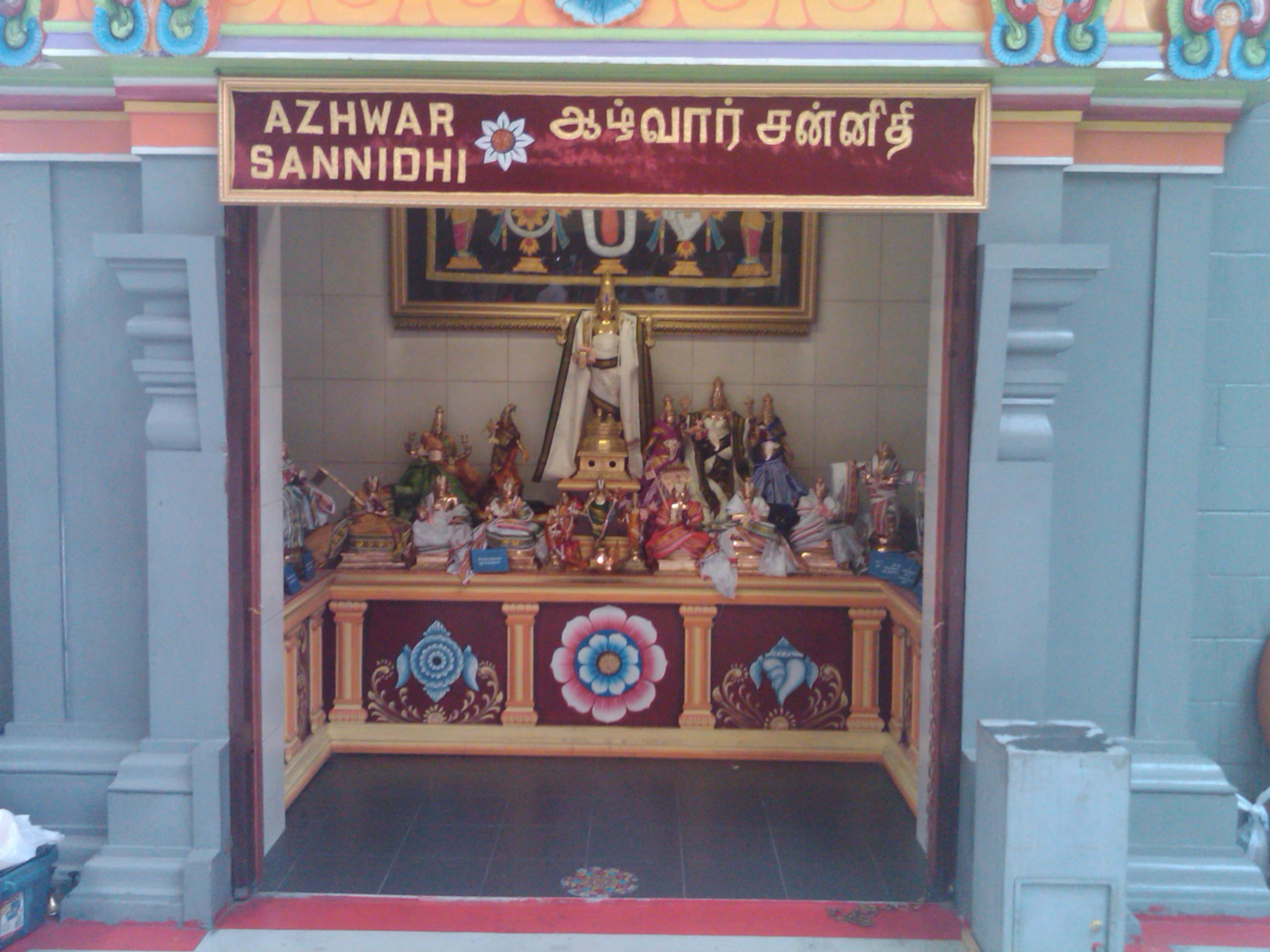
Alvar-Schrein

Im Gegensatz zum Narayaniya des Mahabharata wird von den Pancharatra-Samhitas auch noch der Archa-Aspekt (oder Arcā-Aspekt, von arcā – Gestalt, Form) göttlicher Offenbarung anerkannt. Dies bedeutet, dass ein unbelebter Gegenstand, beispielsweise ein Bild Vishnus, der gemäß den Riten des Pancharatra geweiht wurde, die Shakti Vishnus inkorporiert, eine wunderbare Kraft annimmt und daher zur täglichen Gottesverehrung geeignet ist.
Die Archa-Verehrung unterscheidet sich von der weitaus schwierigeren Pratima-Verehrung, da bei letzterer der Zielpunkt, auf den der Gottgeweihte seine Gedanken lenkt, von zentraler Bedeutung ist. Das Problem bei dieser Verehrungsform ist, dass sich, nachdem die Gedanken gebündelt wurden, ihr Brennpunkt bereits wieder verflüchtigt hat. Bei der Archa-Verehrung hingegen vermag der Gottgeweihte die Gegenwart Gottes unmittelbar im geweihten Gegenstand zu spüren. Das vormals unbelebte Bild nimmt daher eine neue Bedeutung an, wird zum Gegenstand seiner Liebe, zum Anziehungspunkt seines Herzens und zum Ruheort seiner Augen. In der Religion der Alvar, Vaishnava-Heiligen aus Tamil Nadu, wurde dies beispielsweise praktiziert.

## Kosmologie
Die Pancharatra Samhitas legen eine sehr ausführliche und komplizierte Schöpfungsgeschichte dar, die in drei Stufen und auf sechs verschiedenen Niveaus (Koshas) vor sich geht.

## Sechs verschiedene Aspekte der Gottergebenheit im Pancharatra
Eine der Kernthesen des Pancharatra ist die Ergebenheit gegenüber Gott, die sechs verschiedene Aspekte annehmen kann:

### Atma-nikshepa oder Nyāsa
Atma-nikshepa oder Nyāsa bedeutet, sich vollständig und unmittelbar der Führung Gottes anzuvertrauen. Dazu gehört auch die Aufgabe individuellen Besitzanspruches in puncto Handlungen und deren Ergebnissen. Dies wird unverfälschtes Saraṇāgati genannt. Die fünf folgenden Aspekte besitzen eine unterstützende Rolle. Das große Hemmnis zu Nyāsa besteht in Phalepsā oder dem Verlangen nach weltlichen Annehmlichkeiten und Vorteilen, die aus diesem Grund vermieden werden sollten.

### Kārpaṇya
Kārpaṇya ist absolute Bescheidenheit, ein Gefühl der eigenen Bedeutungslosigkeit und dem Erkennen der eigenen Unwissenheit, Unreinheit usw. – Befleckungen also, die sich im Verlauf zahlloser Geburten angehäuft haben. Dieses Grundgefühl haben die Alvars (auch Azhvārs) in ihren Kompositionen sehr schön zum Ausdruck gebracht. Kārpaṇya befreit uns von unserer Arroganz, die wir aufgrund von Geburt, Bildung, Reichtum etc. angesammelt haben. Stattdessen bekommen wir das Gefühl, dass ohne Gottes Beistand sämtliche, aus eigenem Antrieb motivierte Vorhaben, zum Scheitern verurteilt sind. Der Feind von Kārpaṇya ist die Einstellung, frei, unabhängig und kompetent zu sein, um sodann nach eigenem Gutdünken handeln zu können (sva-svātantryāvabodha).

### Mahā-viśvāsa
Mahā-viśvāsa bedeutet ungebrochenen und großen Glauben an Gott. Hierzu gehört das Bewusstsein, dass Gott der wohlmeinende Freund aller Geschöpfe und dass sein Mitgefühl immer und überall zugegen ist. Die feste Überzeugung, dass Er uns Seinen Schutz nicht entziehen wird, heißt Viśvāsa. Sie allein kann uns sämtlicher Vergehen entledigen.

### Goptŗ
Goptŗ bedeutet, Bhagavān Sriman Nārāyaṇa als alleinigen Beschützer zu erwählen. Das Lakshmi-Tantra weist darauf hin, dass die Wahl bewusst und voller Sorgfalt stattfinden und dass unser Schutzbedürfnis eingestanden werden sollte, da nur Er diese Aufgabe auch erfüllen kann.

### Prātikūlya-vivarjana
Prātikūlya-vivarjana zielt auf das Aufgeben sämtlicher antagonistischer Verhaltensweisen gegenüber Gott oder seiner Schöpfung. Ein Gottgeweihter muss einsehen, dass sämtliche Lebewesen ihm gegenüber gleichgestellt sind.

### Anukūlya-niścaya
Anukūlya-niścaya fordert, gegenüber allen Lebewesen Gutes zu tun. Es stellt die Gewissheit (niścaya) dar, dass alle Lebewesen in Wirklichkeit nur Bestandteile im Körper Gottes darstellen und daher ein Leben in Übereinstimmung mit dem göttlichen Willen gefordert ist. Die Ahirbudhnya-Samhita veranschaulicht in deutlicher Weise Saraṇāgati mit dem Beispiel eines Reisenden, der mit einem Boot einen Fluss überqueren will. Die Aufgabe des Reisenden besteht allein darin, im Boot Platz zu nehmen. Das Rudern und Steuern des Bootes wird dann vom göttlichen Fährmann übernommen.
Diese sechs Arten von Gottergebenheit werden in vielen Pancharatra Samhitas beschrieben (wie beispielsweise in der Ahirbudhnya-Samhita, im Lakshmi-Tantra etc.), ihre Reihenfolge kann sich jedoch ändern. Das Lakshmi-Tantra kennt folgende Abfolge: Anukūlya Samkakpa, Prātikūlya Varjana, Mahā Viṣvāsa, Goptṛtva Varaṇa, Atma Nikshepa und Kārpaṇya.

„anukūlyasa samkalpaḥ prātikūlyasya varjanam
rakshishyatiti vișvāso goptŗtva varaṇam tathā
ātmā nikshepa kārpaṇye shadvidhā śaraṇagatiḥ“

In der Ahirbudhnya-Samhitā lautet die Abfolge: Atma Nikshepa oder Nyāsa, Kārpaṇya, Mahā Viṣvāsa, Goptṛtva, Prātikūlya Varjana und Anukūlya Sampakpa.
Die Abfolge ist aber letztendlich nicht ausschlaggebend. Was zählt – und dies wird in der Prapatti Sāstra hervorgehoben – ist die vorrangige Bedeutung von Atma Nikshepa bzw. Nyāsa – die Überzeugung, dass die eigenen Bemühungen, den Allerhöchsten zu erreichen, letztlich fehlschlagen werden und es daher ratsam ist, sich Ihm vollständig anzuvertrauen. Die anderen fünf Aspekte sind gleichwertige Hilfestellungen (wie absolute Bescheidenheit, ungebrochener Glaube usw.), die benötigt werden, um die Gottergebenheit des Nyāsa auch wirklich erlangen zu können.

## Erlösung
Erlösung (Moksha) kann nur durch das Erreichen der verehrenswertesten Füße Vishnus gefunden werden (tad viṣṇoh paramam padam). Die Texte des Pancharatra wurden noch vor dem Aufkommen der beiden Philosophien Advaita und Vishishtadvaita verfasst, von denen sie sich durch eine andersgeartete Stellung der Seele nach ihrer Befreiung unterscheiden. Generell betrachten sie die individuelle Seele als zur Göttin Lakshmi gehörend, die für immer in unmittelbarer Nähe Narayanas verweilt. Erlösung bedeutet somit indirekt auch Rückkehr zu Gott.
Wie aus dem Purusha-Sukta (Rigveda 10; 90) zu erfahren ist, lehren die Agamas des Pancharatra, dass Gott (Narayana oder Vasudeva) das gesamte Universum aus einem Viertel seiner selbst offenbart. Die restlichen drei Viertel des Allerhöchsten sind unsterblicher Nektar, der befreiten Seelen zur Verfügung steht. Der moderne Vishnuismus ist aus dem Pancharatra und dessen theoretischen Überlegungen hervorgegangen.

## Schriften des Pancharatra

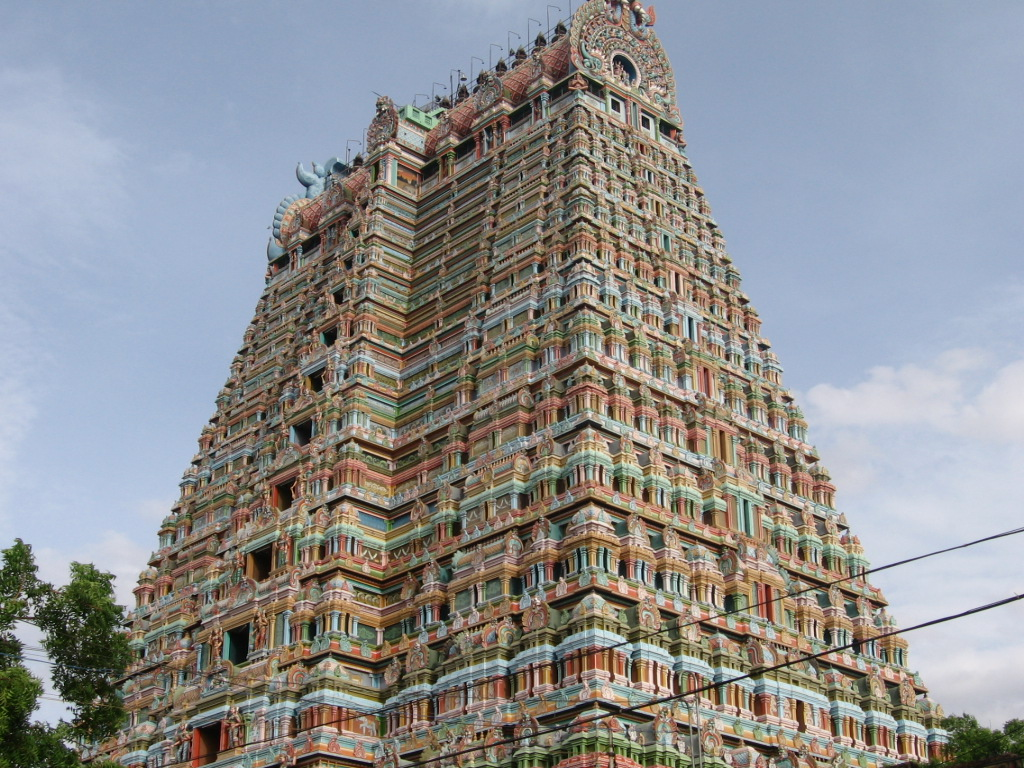
Rajagopuram des Sri-Ranganathaswamy-Tempels in Srirangam

Die Schriften des Pancharatra sind überwiegend Samhitas und einige Tantras, die beide wegen ihres Inhalts zu den Agama gestellt werden. Die Agama wiederum können ihrerseits in Shaiva Agama, Shakta Agama und Vaishnava Agama unterteilt werden. In den Vaishnava Agama wird das Brahman mit Vasudeva gleichgesetzt. In ihrem Narayaniya-Abschnitt folgt auch das Mahabharata der Pancharatra-Philosophie. Zu den Vaishnava Agama zählen das Pancharatra Agama und das Vaikhanasa Agama.
In der folgenden Auflistung, basierend auf dem Verzeichnis von Sanskrittexten der H. Daniel Smith Agama Collection (Cleveland, Ohio), sind die wichtigsten Samhitas und Tantras des Pancharatra angegeben. Gaudiya Vaishnavas folgen generell der Brahma-Samhita und der Naradiya-Samhita. Auch die Padma-Samhita (bzw. eine ihrer Variationen) ist recht populär.
- Agastya-Samhita
- Ahirbudhnya-Samhita
- Aniruddha-Samhita
- Bharadvaja-Samhita
- Bhargava-Tantra
- Brahma-Samhita
- Brihat-Brahma-Samhita
- Citrasikhandi-Samhita
- Garga-Samhita
- Gautama-Samhita
- Hayasirsa-Samhita
- Isvara-Samhita – die  Sri-Isvara-Samhita wird in Melukote im Cheluvanarayana-Swamy-Tempel befolgt und praktiziert.
- Jayakhya-Samhita – die Sri-Jayakhya-Samhita wird in Kanchipuram im Varadaraja-Perumal-Tempel befolgt und praktiziert.
- Jayottara-Samhita
- Kapinjala-Samhita
- Lakshmi-Tantra
- Markandeya-Samhita
- Mayavaibhava-Samhita
- Nalakubara-Samhita
- Naradiya-Samhita
- Padma-Samhita – die Sri-Padma-Samhita wird in Thiruvellarai im Pundarikaksha-Perumal-Tempel befolgt und praktiziert.
- Pancaprasna-Samhita
- Parama-Samhita
- Paramapurusa-Samhita
- Paramesvara-Samhita
- Parasara-Samhita
- Purusottama-Samhita
- Pauskara-Samhita – eine Variante der Pauskara-Samhita, die Sri-Paramesvara-Samhita, wird in Srirangam im Sri-Ranganathaswamy-Tempel befolgt und praktiziert.
- Sanatkumara-Samhita
- Sāttvata-Samhita

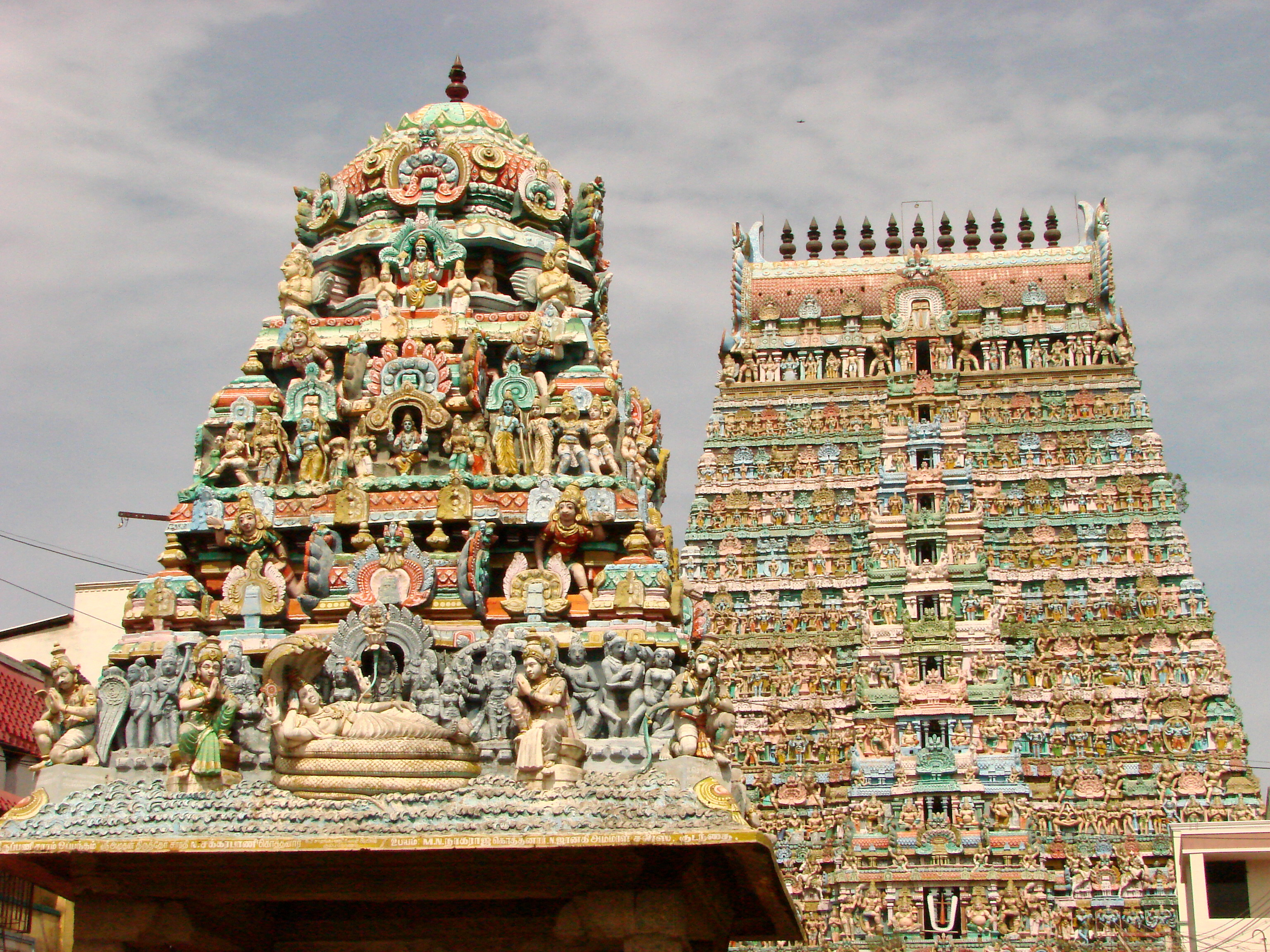
Sarangapani-Tempel in Kumbakonam

- Sriprasna-Samhita – die Sriprasna-Samhita dient in Kumbakonam im Sarangapani-Tempel der Verehrung.
- Varaha-Samhita
- Vasistha-Samhita
- Vihagendra-Samhita
- Visvaksena-Samhita
- Visva-Samhita
- Vishnutattva-Samhita
- Vishnu-Tantra
- Vishnu-Samhita
- Visvamitra-Samhita
- Vrddha-Padma-Samhita